# Priesterblock (Dachau KL)

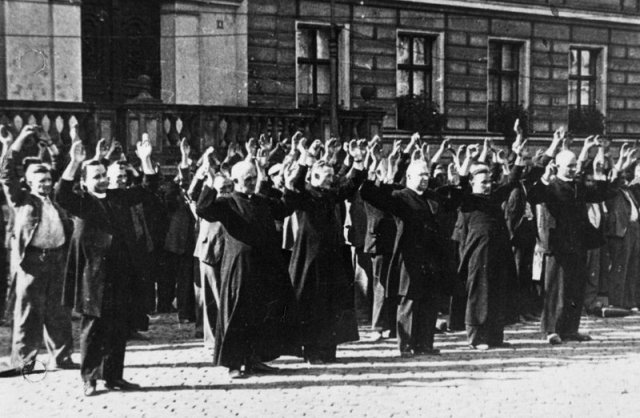
Księża wśród polskich cywilów aresztowanych przez Niemców w czasie krwawej niedzieli w Bydgoszczy w 1939

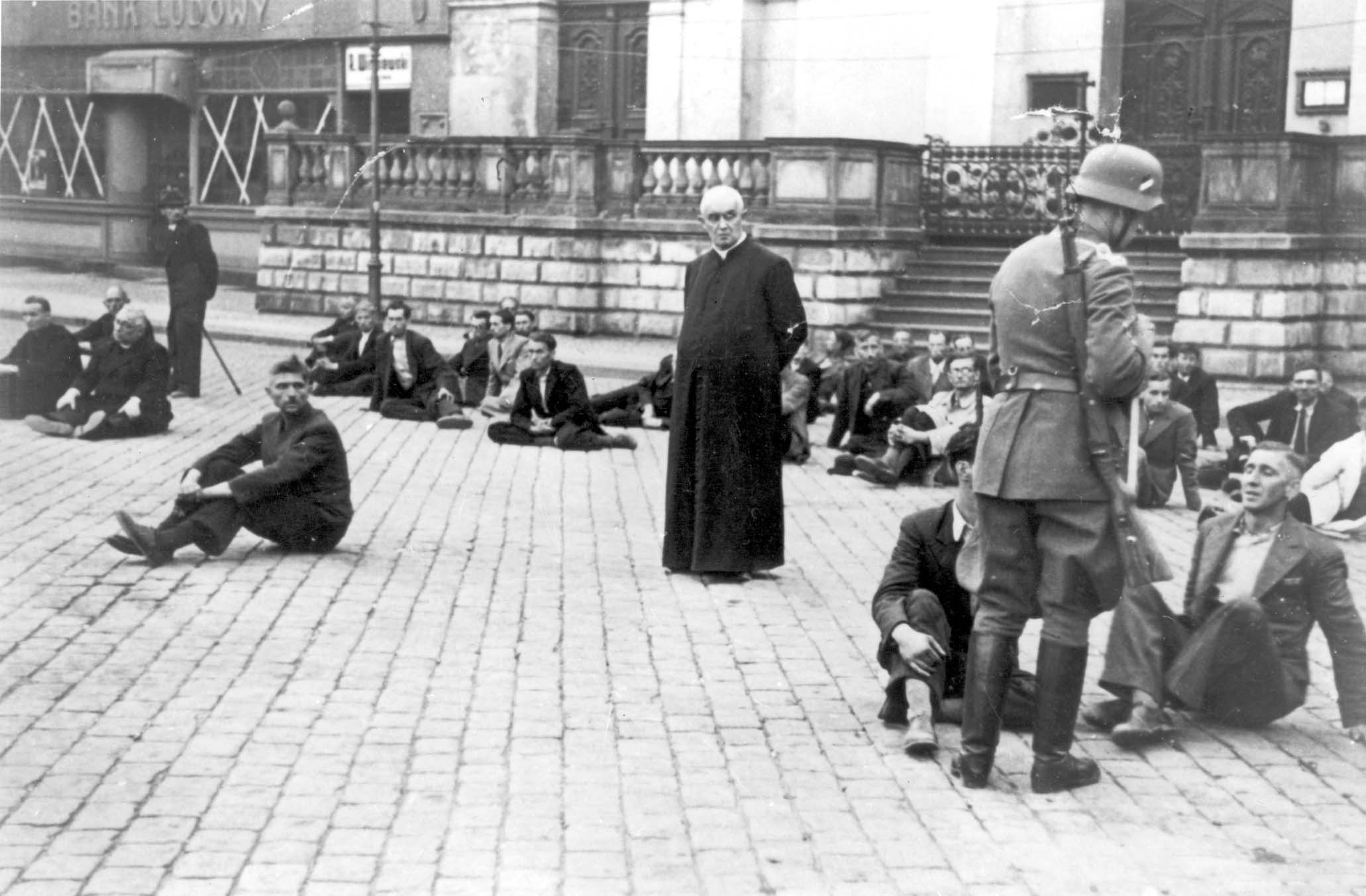
Polski ksiądz wśród aresztowanych w Bydgoszczy w 1939 roku

Priesterblock (blok dla księży) – wydzielone baraki w niemieckim obozie koncentracyjnym w Dachau przeznaczone dla duchownych sprzeciwiających się nazizmowi. Od grudnia 1940 roku niemieckie władze w Berlinie zdecydowały o koncentracji wszystkich osób duchownych znajdujących się do tej pory w różnych obozach koncentracyjnych w jednym – KL Dachau. Stał się on od tego momentu w III Rzeszy centrum więzienia aresztowanych księży. Z ogólnej liczby 2720 duchownych zanotowanych w aktach obozowych 95% było księżmi Kościoła Katolickiego. Uwięziono również 109 ewangelików, 22 prawosławnych, 8 starokatolików i mariawitów oraz dwóch mułłów muzułmańskich.

## Nazwa
Funkcjonują dwie niemieckie nazwy na określenie bloków dla księży Pfarrerblock lub Priesterblock nawiązujących bezpośrednio do systemu organizacji niemieckich obozów koncentracyjnych, w których istniały odrębne tzw. bloki dla różnego rodzaju więźniów. W języku ang. upowszechnił się natomiast termin Priest Barracks of Dachau Concentration Camp nawiązujący do baraków, budynków, w których przetrzymywani byli więźniowie w obozach koncentracyjnych.

## Geneza

### KL Dachau

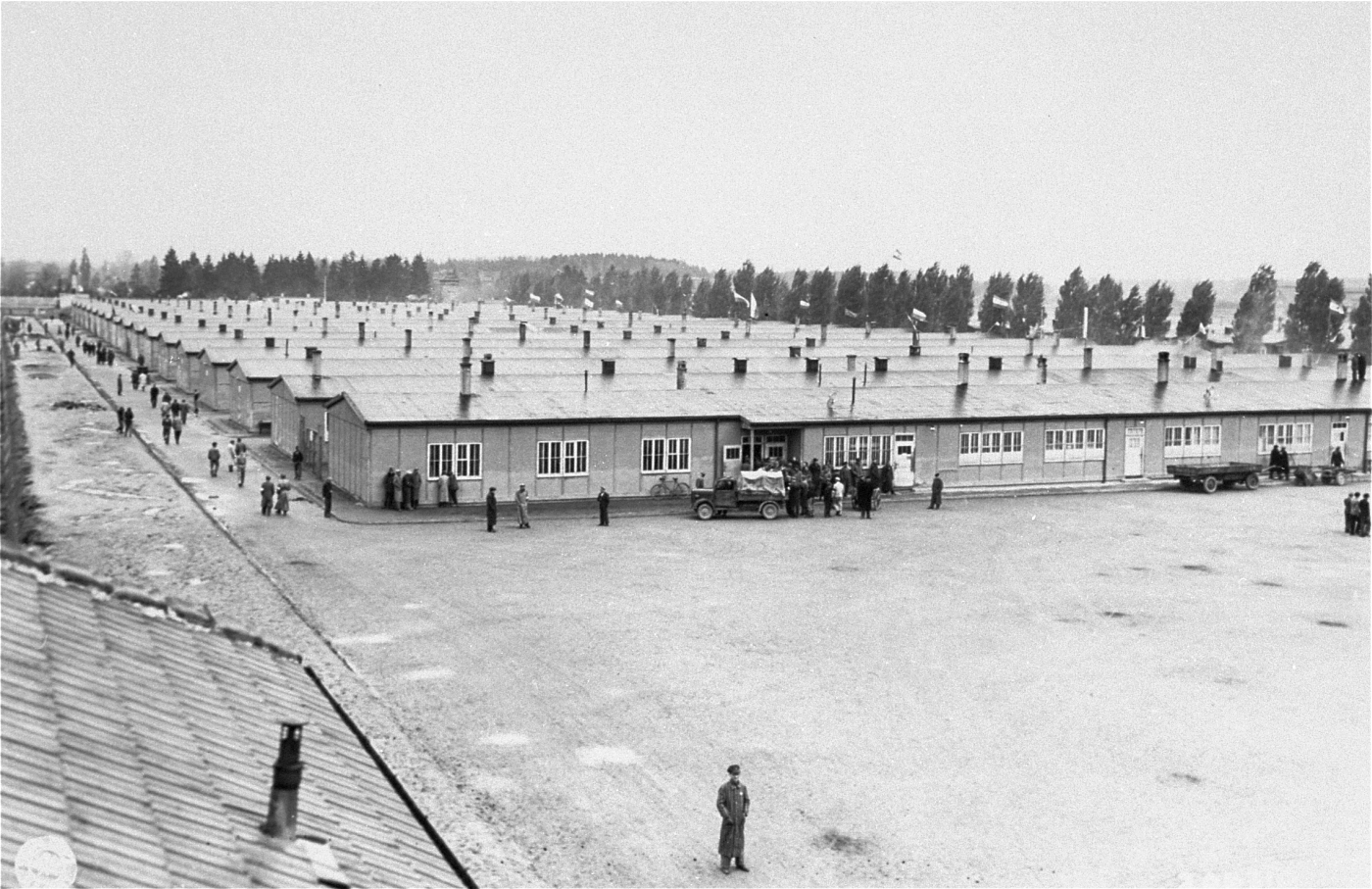
Baraki więźniów w Dachau (KL)

Obóz koncentracyjny Dachau założony został w marcu 1933 jako pierwszy z nazistowskich niemieckich obozów koncentracyjnych. Początkowo pełnił on bardziej funkcję obozu politycznego niż obozu eksterminacji jednak z około 160 000 więźniów zesłanych do niego ponad 32 000 zostało zamordowanych lub zmarło w wyniku ciężkich warunków panujących w obozie. Więźniowie używani byli w pseudomedycznych eksperymentach, a chorych wysyłano do Hartheim, gdzie byli poddawani eutanazji.
W obozie umieszczano krytyków i przeciwników nazizmu, polityczną konkurencję, osoby zakwalifikowane według prawa rasowego jako rasy niższe – podludzi, a także hańbiące rasę panów. Oprócz księży umieszczano w nim socjalistów, komunistów, Żydów, Cyganów, Świadków Jehowy oraz homoseksualistów.

### Walka nazistów z religią

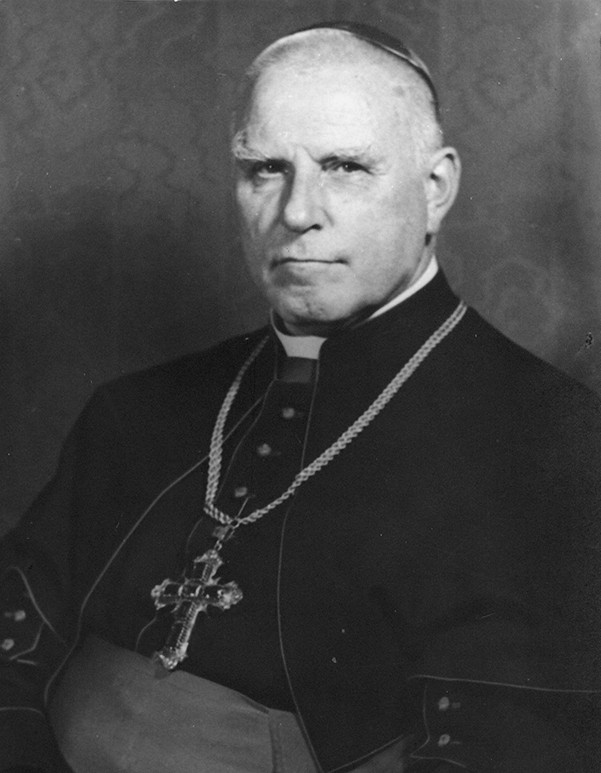
Clemens August Graf von Galen, biskup Münsteru potępiający w swoich kazaniach politykę nazistów

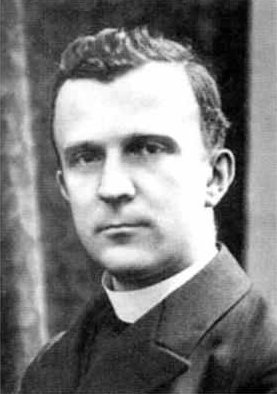
Niemiecki ksiądz katolicki August Froehlich zamordowany w Dachau

Po dojściu do władzy nazistów w Republice Weimarskiej Hitler 23 marca 1933 roku w Reichstagu zapewnił, że nie będzie ingerował w sprawy wyznaniowe oraz prawa poszczególnych kościołów. Wraz z umacnianiem się nowej władzy kanclerz Rzeszy wkrótce złamał swoje słowo rozpoczynając w pierwszej kolejności brutalne prześladowania Świadków Jehowy w Niemczech, a następnie doprowadził do podziału Kościoła luterańskiego. Wkrótce wypowiedział także konkordat podpisany przez państwo niemieckie z Watykanem oraz doprowadził do podpisania nowego na swoich zasadach tzw. Reichskonkordat. Niezależnie od umów z Watykanem w samej Rzeszy naziści rozpoczęli prześladowania kościoła katolickiego w Niemczech znane pod nazwą Kirchenkampf w nawiązaniu do nazwy XIX wiecznej akcji walki z kościołem Bismarcka tzw. Kulturkampf. Część duchownych różnych wyznań od początku krytykowała nazizm stając się obiektem prześladowań z ich strony.
W ramach polityki Gleichschaltung zmierzającej do ujednolicenia życia politycznego i społecznego oraz podporządkowania go niemieckiej partii narodowo socjalistycznej NSDAP likwidowano niezależność partii politycznych, organizacji oraz instytucji. Naziści starali się narzucić swoje założenia propagandowe zgodne z linią programową Narodowosocjalistycznej Niemieckiej Partii Robotników oraz kultem wodza Adolfa Hitlera według partyjnego sloganu „nie będzie prawa tylko Hitler i nie będzie boga tylko Hitler”. Dążąc do zdobycia kontroli nad wszelkimi przejawami życia społecznego w III Rzeszy w krótkim czasie doprowadzili do podporządkowania sobie wielu organizacji i partii. Działania te doprowadziły również do powstania niemieckiego oporu przeciw nazistom . Społeczeństwo niemieckie podzieliło się na większość, która poparła lub była bierna wobec nazizmu oraz mniejszość, która była wobec niego w opozycji.
Część niemieckich duchownych katolickich zaangażowała się w działalność opozycyjną wobec nazistów jak np. jezuita oraz ksiądz Alfred Delp działający w tajnej organizacji Kreisauer Kreis, Joseph Frings, Konrad von Preysing oraz Michael von Faulhaber. Szereg duchownych krytykowało również poszczególne przejawy działalności nazistów. Przeciw niemieckiemu programowi eutanazji osób chorych psychicznie tzw. Akcji T4 w swoich kazaniach protestował biskup Münsteru Clemens August Graf von Galen. Za swoje przekonania część duchownych naziści kierowali do obozów koncentracyjnych. Z tych przyczyn do Dachau wysłani zostali m.in. niemieccy księża katoliccy: Karl Leisner, Josef Lenzel, Bernard Lichtenberg, Gerhard Hirschfelder, pallotyn Josef Kentenich, serbołużycki ksiądz Alojs Andricki, oraz pastorzy luterańscy Martin Niemöller, Max Lackmann i inni.
Po wybuchu II wojny światowej naziści kierowali tam również duchownych z innych krajów. Uwięzieni zostali ksiądz katolicki Jean Bernard z Luksemburga, holenderski karmelita Tytus Brandsma, holenderski pastor Nanne Zwiep, serbski biskup prawosławny Mikołaj (Velimirović) i wielu innych.

### Intelligenzaktion
W 1939 roku po zakończeniu kampanii wrześniowej Niemcy rozpoczęli w okupowanej Polsce Intelligenzaktion – masową akcję eliminacji polskiej inteligencji, do której włączyli również polskie duchowieństwo. Księża polscy byli na przełomie lat 1939–1940 masowo aresztowani i rozstrzeliwani przez oddziały Einsatzgruppen oraz złożony z mniejszości niemieckiej Volksdeutscher Selbstschutz. Na obszarach wcielonych do III Rzeszy, w Wielkopolsce, na Pomorzu oraz na Śląsku już w październiku 1939 roku większość kościołów została zamknięta. Część nie została udostępniona aż do końca trwania II wojny światowej.
Księży, których nie zastrzelono wywożono do szeregu niemieckich obozów koncentracyjnych głównie Sachsenhausen, Mauthausen-Gusen oraz Oranienburga. Pierwsze masowe transporty księży polskich do Dachau przybyły w kwietniu i maju 1940 roku i nasiliły się od grudnia tego roku, kiedy nazistowskie władze w Berlinie wyznaczyły tę lokalizację na punkt komasacji duchowieństwa. W końcu października 1941 przywieziono tu księży z diecezji łódzkiej, z których 120 zginęło w obozie a przeżyło 55 .

## Uwięzieni polscy księża
Do obozu koncentracyjnego Dachau naziści skierowali wielu polskich duchownych. Prawie połowa z nich została tam zamordowana. Część z nich została beatyfikowana po wojnie przez papieża Jana Pawła II. W grupie osadzonych znaleźli się m.in.:
- Adam Bargielski numer 22 061 – wikariusz parafii Myszyniec, zamordowany przez jednego ze strażników obozowych,
- Stefan Biskupski – duchowny katolicki, prawnik kanonista,
- Franz Boehm – wikariusz niemiecko-polski z Boleszyn, zabity 13 lutego 1945,
- Jan Nepomucen Chrzan numer 28 097 – proboszcz z Żerkowa, polski działacz społeczny,
- Józef Chmielewski numer 22 504 – ksiądz z Biłgoraja,
- Józef Czempiel – dziekan z Chorzowa, działacz ruchu abstynenckiego oraz społecznik,
- Kazimierz Dembowski – numer 22238 – jezuita
- Franciszek Długosz
- Stanisław Dotka – Misjonarz Świętej Rodziny, numer 22 127, zabity 13 stycznia 1941,
- Franciszek Drzewiecki numer 22666 – orionista
- Tadeusz Etter
- Leon Formanowicz – kanonik kapituły katedralnej gnieźnieńskiej
- Jan Fondaliński
- Ludwik Gietyngier numer 28 288 – katecheta oraz wikariusz z Będzina,
- Krystyn Gondek numer 22 779 – wikariusz z Włocławka,
- Kazimierz Gostyński – aresztowany za odprawienie patriotycznej mszy św. za Ojczyznę z okazji Święta Niepodległości, torturowany w obozie stracił zdrowie i jako niezdolny do pracy zamordowany w komorze gazowej w tzw. transporcie inwalidów,
- Kazimierz Grelewski numer 25 280 – skierowany do obozu wraz z bratem, który zmarł na jego rękach,
- Stefan Grelewski numer 25281 – skierowany do obozu wraz z bratem,
- Euzebiusz Huchracki numer 28 240 – franciszkanin, gwardian z Miejskiej Górki,
- Hilary Januszewski – zmarł na tyfus na miesiąc przed wyzwoleniem Dachau. Zgłosił się dobrowolnie do pomocy chorym na tę chorobę,
- Lucjan Jaroszka numer 134376 – kapelan Szarych Szeregów i Armii Krajowej
- Franciszek Jedwabski – wykładowca seminarium duchownego w Poznaniu, proboszcz parafii katedralnej w Poznaniu i wikariusz generalny archidiecezji poznańskiej.
- Ignacy Jeż numer 37196 – wikariusz w parafii Wniebowzięcia Najświętszej Maryi Panny w Hajdukach Wielkich
- Dominik Kaczyński – proboszcz parafii Matki Boskiej Zwycięskiej w Łodzi, zmarł w obozie wycieńczony ciężką pracą
- Piotr Klimek – dziekan z Żor; uwięziony za sprawowanie posługi kapłańskiej w języku polskim,
- Stanisław Kołodziej numer 25 290 – ofiara eksperymentów medycznych, wstrzyknięto mu flegmonę, w wyniku której zmarł,
- Marian Konopiński – zmarł w Dachau poddawany pseudomedycznym eksperymentom,
- Franciszek Korszyński – rektor Wyższego Seminarium Duchownego we Włocławku,
- Maria Michał Kowalski numer 24542 - arcybiskup mariawicki, zamordowany w ośrodku eutanazji niepełnosprawnych na zamku Hartheim pod Linzem,
- Michał Kozal numer 24544 – biskup katolicki z Włocławka, w obozie zachorował na tyfus i został zamordowany zastrzykiem fenolu,
- Adam Kozłowiecki numer 22 187 – jezuita, później misjonarz, arcybiskup Lusaki w Zambii, kardynał, autor wspomnień z Dachau: Ucisk i strapienie. Pamiętnik więźnia 1939–1945 (1967)
- Henryk Krzysztofik – kapucyn, aresztowany przez gestapo i przewieziony do obozu, gdzie zmarł z wycieńczenia,
- Józef Kut – w obozie odmówił wyrzeczenia się posługi kapłańskiej i podpisania niemieckiej listy narodowościowej,
- Alojzy Liguda numer 22 604 – ksiądz werbista, zmarł podczas eksperymentów pseudomedycznych w Dachau,
- Kazimierz Majdański – alumn VI roku seminarium duchownego we Włocławku
- Władysław Miegoń numer 21 223 – kapelan wojskowy,
- Kazimierz Michalski – kapelan wojskowy, uczestnik w bitwy nad Bzurą
- Michał Oziębłowski numer 28 201 – ksiądz z Kutna po wejściu do miasta Niemców wzięty na zakładnika; dało mu się uciec, jednak po ujęciu skierowano do Dachau,
- Anastazy Pankiewicz numer 28176 – bernardyn
- Józef Pawłowski numer 25 286 – aresztowany za pomoc humanitarną Żydom,
- Narcyz Putz – ksiądz oraz działacz społeczny i polonijny, przywieziony pierwszym transportem księży do Dachau,
- Józef Rekowski numer 22 369 – ksiądz oraz działacz społeczny i polonijny z kaszubskiego rodu Styp-Rekowskich; przeżył w obozie do wyzwolenia,
- Antoni Rewera – przyznał się do czytania podziemnej prasy i nie chciał wydać osoby od której ją dostał,
- Franciszek Rosłaniec – profesor i dziekan Wydziału Teologii Katolickiej Uniwersytetu Warszawskiego, teolog biblista,
- Jan Samolej numer 22 535 – ksiądz z Biłgoraja, członek Rady Miasta,
- Aleksy Sobaszek – ksiądz z Jarocina,
- Józef Straszewski – proboszcz z Włocławka,
- Tadeusz Styczyński – infułat w kościele metropolitarnym w Gnieźnie, radca Kurii, polski działacz społeczny,
- Emil Szramek – ksiądz katolicki, działacz społeczny, kulturalny i polonijny na Śląsku, zamordowany na izbie chorych w Dachau, gdzie w czasie choroby polewano go strumieniami lodowatej wody,
- Antoni Świadek numer 37 193 – aresztowany za posługiwanie się językiem polskim podczas liturgii w okupowanej Bydgoszczy, zmarł na tyfus w obozie,
- Stanisław Świerczek numer 28 448 – wikariusz w parafii św. Urszuli w Strońsku nad Wartą
- Marcin Tomaka numer 22 242 – zmarł w wyniku tortur dokonanych przez niemieckich strażników,
- Michał Woźniak – proboszcz z Kutna,
- Józef Zapłata numer 22 099 – zakonnik ze Zgromadzenia Braci Serca Jezusowego, w obozie zgłosił się na ochotnika do pomocy zarażonym tyfusem, którym zaraził się i zmarł.

## Statystyka
„Tu, w Dachau, co trzeci zamęczony był Polakiem, Co drugi z więzionych tu księży polskich złożył ofiarę życia. Ich Świętą pamięć czczą Księża Polacy – Współwięźniowie” – napis na zewnętrznej ścianie Kaplicy „Śmiertelnego Lęku Pana Jezusa” znajdującej się na terenie KL Dachau.
Historycy przyjmują obecnie, że z ogólnej liczby 2720 duchownych uwięzionych w Dachau przeważającą większość stanowili katoliccy księża – 2579 (czyli 94,88%). Istnieją różne statystyki wynikające z odmiennych sposobów liczenia oraz kwalifikacji, a także różnych analiz zachowanych dokumentów obozowych. Podawane są również inne od oficjalnych liczby. W książce Dachau: The Official History 1933–1945 (pol. „Dachau – oficjalna historia”), Paul Berben notuje, że niemiecki historyk R. Schnabel w swojej pracy Die Frommen in der Holle z roku 1966 podaje ogólną liczbę 2771 księży. Kershaw podaje również nieuwzględnioną liczbę 400 niemieckich księży wysłanych do Dachau.
Księża uwięzieni w Dachau według narodowości
| Kraj            | Ogólna liczba | Zwolnieni | Wysłani w inne miejsca | Wyzwoleni 29/4/45 | Zmarli |
| --------------- | ------------- | --------- | ---------------------- | ----------------- | ------ |
| Polska          | 1780          | 78        | 4                      | 830               | 868    |
| Niemcy          | 447           | 208       | 100                    | 45                | 94     |
| Francja         | 156           | 5         | 4                      | 137               | 10     |
| Czechy          | 109           | 1         | 10                     | 74                | 24     |
| Holandia        | 63            | 10        | 0                      | 36                | 17     |
| Jugosławia      | 50            | 2         | 6                      | 38                | 4      |
| Belgia          | 46            | 1         | 3                      | 33                | 9      |
| Włochy          | 28            | 0         | 1                      | 26                | 1      |
| Luksemburg      | 16            | 2         | 0                      | 8                 | 6      |
| Dania           | 5             | 5         | 0                      | 0                 | 0      |
| Litwa           | 3             | 0         | 0                      | 3                 | 0      |
| Węgry           | 3             | 0         | 0                      | 3                 | 0      |
| Bezpaństwowcy   | 3             | 0         | 1                      | 2                 | 0      |
| Szwajcaria      | 2             | 1         | 0                      | 0                 | 1      |
| Grecja          | 2             | 0         | 0                      | 2                 | 0      |
| Wielka Brytania | 2             | 0         | 1                      | 1                 | 0      |
| Albania         | 2             | 0         | 2                      | 0                 | 0      |
| Norwegia        | 1             | 1         | 0                      | 0                 | 0      |
| Rumunia         | 1             | 0         | 0                      | 1                 | 0      |
| Hiszpania       | 1             | 0         | 0                      | 1                 | 0      |
| Suma            | 2720          | 314       | 132                    | 1240              | 1034   |